# Nordsida socken
Nordsida socken (norska: Nordsida sokn) är en församling i Nordfjords prosteri i Bjørgvins stift inom Norska kyrkan. Församlingen omfattar ett område på norra sidan av Nordfjord, i den västra delen av Stryns kommun i Vestland fylke i västra Norge.

## Kyrkor
- Nordsida kyrka